# Erik van der Meer
Erik van der Meer (Utrecht, 7 luglio 1967) è un allenatore di calcio, dirigente sportivo ed ex calciatore olandese, di ruolo difensore.